# بارابيركهولدريات
بارابيركهولدريات (الاسم العلمي: Paraburkholderia) هي جنس من البكتيريا، سلبية الغرام، تتبع فصيلة البيركهولدرات.